# 原龍崎庄長官舍
原龍崎庄長官舍，為台南市龍崎區的一棟木造日式宿舍。根據資料顯示，其建於昭和19年（1944年），相傳住過兩任日籍龍崎庄庄長，二戰後，龍崎鄉首任官派鄉長許楯也在此居住了12年。2016年登錄為台南市歷史建築。
其尚待修復，目前閒置中，未來擬配合鄰近的龍崎老街、竹炭故事館（原龍崎庄役場、鄉公所）及采竹生活館（舊公有零售市場），營造地方歷史特色。

## 建築特色
原龍崎庄長官舍為一單棟官舍，配置略呈L型，出入口位於東南角，東南側有一突出隔間，東側有大面積開窗推拉門。西南側有一混凝土後期增建廚房。建築樣式採日式與西式混合，其原始格局尚存。